# Steppenwolf
A Steppenwolf egy amerikai rockegyüttes, mely az 1960-as évek végén, főleg Born to Be Wild című daluknak köszönhetően, nagy szerepet játszott a heavy metal műfaj létrejöttében. Nevüket a német-svájci író világhírű és nagy port kavart kultuszkönyvéből, Hermann Hesse A pusztai farkas (Der Steppenwolf) című regényéből vették. 

## Története
Az együttest 1967-ben alapította John Kay énekes, Michael Monarch gitáros, Rushton Moreve basszusgitáros, Goldy McJohn billentyűs és Jerry Edmonton dobos Los Angelesben. Korábban Kay, McJohn és Edmonton a The Sparrow nevű formációban már zenéltek együtt Torontóban. Egyes források ezért tartják kanadai származásúnak a csapatot.
Az örök motoroshimnuszként és az egyik legelső heavy metal dalként számon tartott Born to Be Wild 1968 nyarán jelent meg kislemezen, és a Szelíd motorosok (Easy Rider) című film betétdalaként vált ismertté. A Born to Be Wild dalszövegében hangzott el elsőként zenei közegbe ágyazva a "heavy metal" kifejezés. Következő kislemezeik közül Amerikában a Magic Carpet Ride és a Rock Me szintén Top10 sláger lett a Billboard 100-as listáján, megszilárdítva ezzel a zenekar pozícióját a hard rock színtéren.
Az 1970-es évek kezdetére azonban a Steppenwolf megfáradt. 1972-ben oszlottak fel, de két évvel később már újjá is alakultak. Három stúdióalbumot készítettek, majd 1976-ban ismét feloszlottak. Az énekes John Kay a szóló próbálkozások után 1980-ban hozta össze ismét az együttest John Kay & Steppenwolf néven, mely egészen 2007-ig működött. Búcsúkoncertjüket 2007. október 6-án adták a Maryland állambeli (tehát nem a skót) Aberdeen városában. Karrierjük során 25 millió albumot adtak el világszerte.

## Diszkográfia
- 1968 – Steppenwolf
- 1968 – The Second
- 1969 – At Your Birthday Party
- 1969 – Early Steppenwolf – koncertalbum
- 1969 – Monster
- 1970 – Steppenwolf Live – koncertalbum
- 1970 – 7
- 1971 – Steppenwolf Gold: Their Great Hits – válogatásalbum
- 1971 – For Ladies Only
- 1971 – Rest in Peace (1967-1972) – válogatásalbum
- 1973 – 16 Greatest Hits – válogatásalbum
- 1974 – Slow Flux
- 1975 – Hour of the Wolf
- 1976 – Skullduggery
- 1976 – The ABC Collection – válogatásalbum
- 1976 – Reborn to Be Wild – válogatásalbum

John Kay & Steppenwolf néven:
- 1981 – Live in London – koncertalbum
- 1982 – Wolftracks
- 1984 – Paradox
- 1987 – Rock & Roll Rebels
- 1990 – Rise & Shine
- 1991 – Born to Be Wild: A Retrospective (1966-1990) – válogatásalbum
- 1995 – Live at 25 – koncertalbum
- 1996 – Feed the Fire
- 1997 – Summerdaze
- 2004 – Live in Louisville – koncertalbum

## Külső hivatkozások
- John Kay & Steppenwolf hivatalos oldal
- RockDetector.com - Steppenwolf biográfia
- AllMusic.com - Steppenwolf biográfia
- Born To Be Wild